# 奧林匹克運動會南蘇丹代表團
南蘇丹於在里約熱內盧舉行的2016年夏季奧林匹克運動會首度參賽。
2011年南苏丹独立后，因为战乱问题难以获得5个体育联合会总会支持无法加入国际奥林匹克委员会。2012年伦敦奥运会上，居住在美国的南苏丹难民古尔·马里亚参加了田径男子马拉松比赛，但他拒绝以苏丹运动员身份参赛，而是以独立参赛者身份参加。2015年8月，南苏丹国家奥林匹克委员会获得田径、篮球、足球、手球、柔道、乒乓球和跆拳道联合会认可，得以加入国际奥委会成为该组织第206个委员。

## 獎牌統計

### 夏季奧運
| 賽事             | 參賽人數                             | 金牌                                 | 銀牌                                 | 銅牌                                 | 總計                                 | 排名                                 |
| 1960–2008        | 以 苏丹（SUD）名義參賽               | 以 苏丹（SUD）名義參賽               | 以 苏丹（SUD）名義參賽               | 以 苏丹（SUD）名義參賽               | 以 苏丹（SUD）名義參賽               | 以 苏丹（SUD）名義參賽               |
| 2012年倫敦       | 以 独立奥林匹克运动员（IOA）名義參賽 | 以 独立奥林匹克运动员（IOA）名義參賽 | 以 独立奥林匹克运动员（IOA）名義參賽 | 以 独立奥林匹克运动员（IOA）名義參賽 | 以 独立奥林匹克运动员（IOA）名義參賽 | 以 独立奥林匹克运动员（IOA）名義參賽 |
| 2016年里約熱內盧 | 3                                    | 0                                    | 0                                    | 0                                    | 0                                    | –                                    |
| 2020年東京       | 2                                    | 0                                    | 0                                    | 0                                    | 0                                    | –                                    |
| 2024年巴黎       | 14                                   | 0                                    | 0                                    | 0                                    | 0                                    | –                                    |
| 2028年洛杉磯     | 未來賽事                             |                                      |                                      |                                      |                                      |                                      |
| 2032年           | 未來賽事                             |                                      |                                      |                                      |                                      |                                      |
| 總計             | 總計                                 | 0                                    | 0                                    | 0                                    | 0                                    | –                                    |

## 外部連結
- . International Olympic Committee.   [2016-08-10]. （原始内容存档于2017-07-12）.